# Liniment

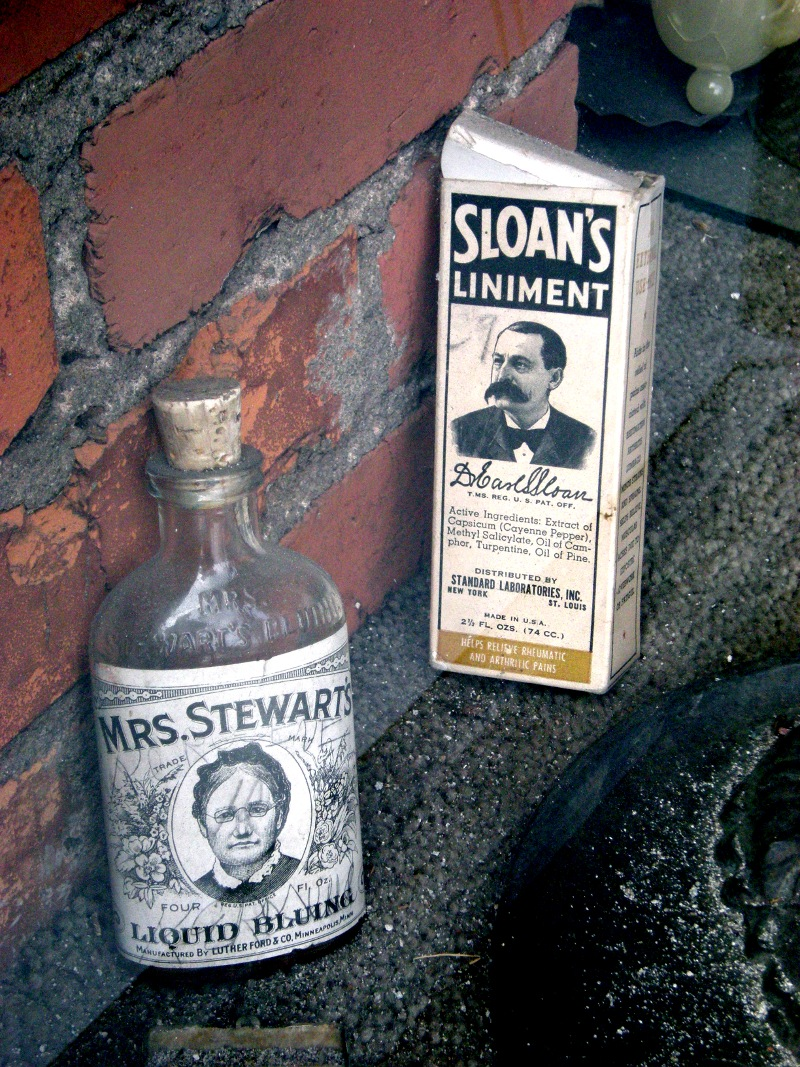
Sloan's liniment

Liniment (synonym: balsam) är ett medel, vanligtvis i form av salva, som appliceras på och masseras in i huden för att lindra muskelvärk och liknande. Den aktiva substansen i salvan kan vara exempelvis kamfer.